# Al-Jubail (828)
Al Jubail (828) (en árabe: الجبيل) es una corbeta de la clase Al-Jubail de la Real Armada Saudita.

## Construcción
En julio de 2018 se anunció que Navantia había firmado un acuerdo con la Marina Real Saudí para la producción de cinco corbetas modelo Avante 2000.
Al Jubail fue puesta en grada el 15 de enero de 2019 y botado el 23 de julio de 2020 en el astillero de Navantia en San Fernando, Cádiz, España.

## Historial operativo
En agosto de 2022 llegó a Arabia Saudí y tiene su puerto base en la base naval de Jeddah en el mar Rojo.